# Icewind Dale
Icewind Dale es un videojuego de rol para PC que fue desarrollado por la extinta Black Isle Studios. Este videojuego es una versión más libre de Baldur's Gate, pues en este solo se podía crear un personaje, en Icewind Dale, el jugador puede crear los seis que conforman el equipo de aventureros.
El argumento se desarrolla en el universo de los Reinos Olvidados, concretamente en "El valle del viento helado" (Icewind Dale en inglés), lugar descrito por el escritor R.A. Salvatore en su obra homónima.
El juego empieza cuando un grupo de aventureros (los personajes del jugador) llegan a Easthaven, un pequeño pueblo pesquero situado al lado del lago Dineshere. El "líder" de Easthaven es un guerrero llamado Hrothgar que pide al jugador que colabores en una expedición para ayudar al pueblo de Kuldahar, pues al pueblo de Easthaven ha llegado un joven llamado Halaster, herido de muerte con un mensaje desde Kuldahar, pero este no puede entregar el mensaje porque muere antes de hacerlo. Entonces el grupo, junto con Hrothgar, deciden salir de expedición hacia la aldea de Kuldahar. En el camino, unos gigantes de hielo les tienden una emboscada arrojando grandes masas de rocas y nieve que resultan en la muerte de Hrothgar y de casi toda la expedición, a excepción del grupo.
El videojuego utiliza el mismo motor de videojuego Infinity Engine, empleado también en los videojuegos Baldur's Gate y Planescape: Torment. Todo un prodigio de compatibilidad con las sucesivas versiones de Windows que han ido apareciendo desde su edición.
Las principales diferencias con estos reside en que IceWind Dale presenta una mejor interfaz multijugador, pero adolece de un peor argumento en la campaña en solitario. No obstante, puede considerarse un auténtico clásico en el género.
Se publicaron dos expansiones, Heart Of Winter y la gratuita Trials Of the Luremaster (se podía descargar desde el sitio web de la compañía).